# Grande médaille d'or des explorations

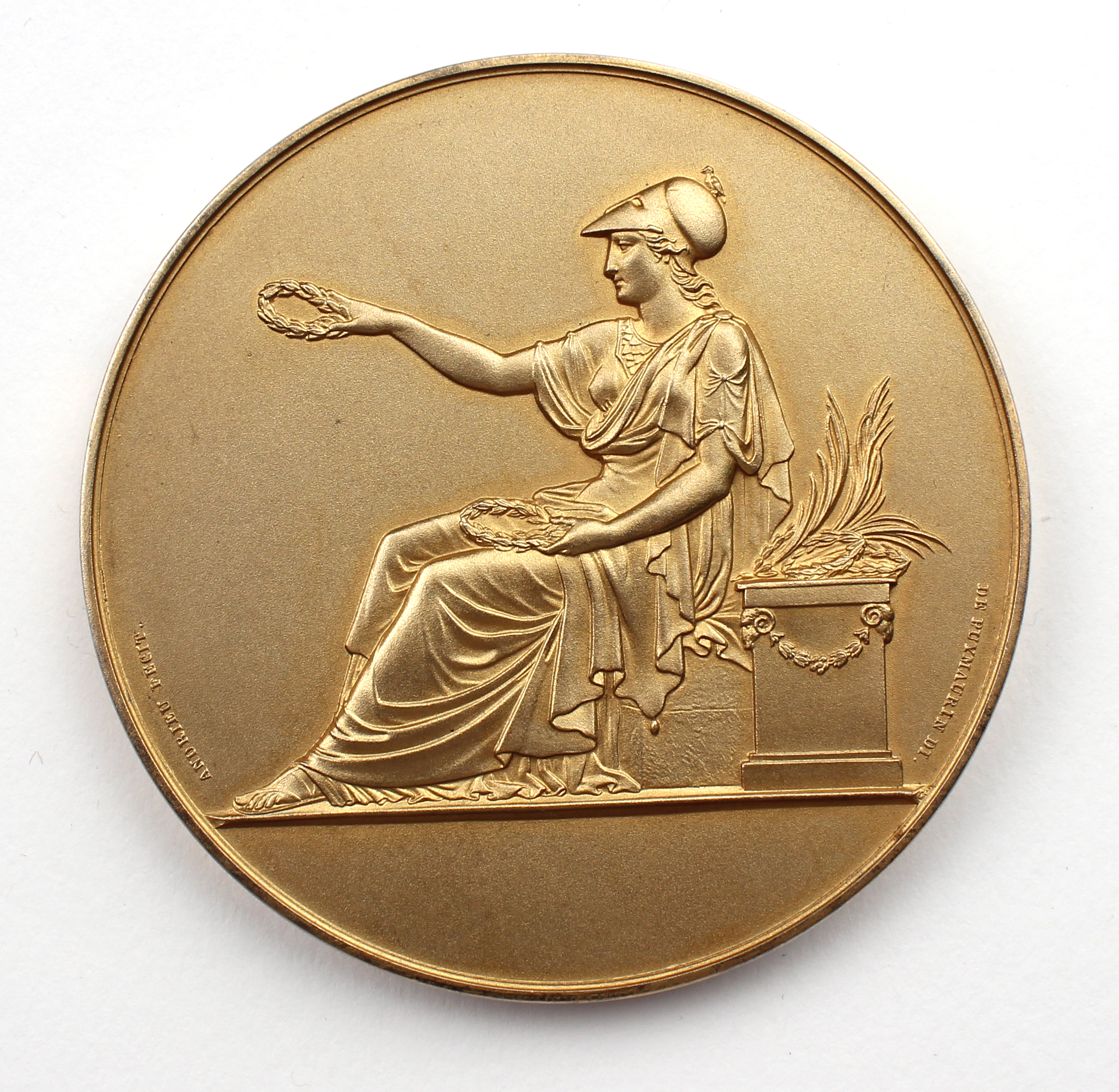
Médaille de 1954.

La Grande médaille d'or des explorations et voyages de découverte est une récompense décernée depuis 1829 par la Société de géographie de France pour les voyages dont les résultats ont accru les connaissances géographiques.

## Liste des lauréats
| Année | Récipiendaire                                          | Mention |
| ----- | ------------------------------------------------------ | --- |
| 2007  | Jean Raspail                                           | Pour l'ensemble de son œuvre.                                                                                               |
| 2006  | Erik Orsenna                                           | Pour l'ensemble de son œuvre, Salut au Grand Sud et Voyages aux pays du coton.                                              |
| 2005  | Jean-Marc Pineau                                       | Pour avoir retracé à pied l'itinéraire de René Caillié et son récit de voyage Sur les pas de René Caillié.                  |
| 2004  | Gilles Elkaim                                          | Pour son expédition dans l'Arctique de 2000-2004.                                                                           |
| 2003  | Nicolas Hulot                                          | Pour ses expéditions, ses programmes de télévisions et ses œuvres.                                                          |
| 2002  | Jean-Yves Empereur                                     | Pour ses découvertes archéologiques en Égypte, notamment dans le port d'Alexandrie (archéologie sous-marine).               |
| 2001  | Yann Arthus-Bertrand                                   | Pour l'ensemble de son œuvre photographique.                                                                                |
| 1999  | Georges Pernoud                                        | Pour sa série télévisée Thalassa.                                                                                           |
| 1998  | Patrice Franceschi                                     | Pour son expédition en Nouvelle-Guinée.                                                                                     |
| 1991  | Jean-Louis Étienne                                     | Pour son expédition transantarctique.                                                                                       |
| 1979  | Norbert Casteret                                       | Pour l'ensemble de son œuvre en spéléologie.                                                                                |
| 1977  | Germaine Dieterlen                                     | Pour l'ensemble de son oeuvre en ethnologie, particulièrement sur les civilisations africaines (Dogon, Malinké et Bambara). |
| 1970  | Neil Armstrong, Edwin Aldrin et Michael Collins        | Pour le premier alunissage.                                                                                                 |
| 1958  | Vivian Fuchs                                           | Pour la première expédition transantarctique ayant complètement traversé le continent.                                      |
| 1957  | Henri Lhote                                            | Pour son voyage et ses travaux archéologiques au Sahara.                                                                    |
| 1955  | John Hunt, Edmund Hillary et le sherpa Tenzing Norgay  | Pour la première ascension du mont Everest.                                                                                 |
| 1954  | Georges Houot et Pierre Willm                          | Pour la première plongée dans l'océan profond à bord d'un bathyscaphe.                                                      |
| 1953  | Augustin Lombard                                       | Pour son voyage d'étude sur le mont Everest.                                                                                |
| 1952  | Théodore Monod                                         | Pour ses expéditions et voyages d'étude en Afrique.                                                                         |
| 1950  | Expédition française dans l'Himalaya et Maurice Herzog | Pour la première ascension de l'Annapurna.                                                                                  |
| 1939  | Alexander Hamilton Rice                                | Pour son exploration du bassin de l'Amazone.                                                                                |
| 1933  | Georges-Marie Haardt and Louis Audouin-Dubreuil        | Pour l'expédition Citroën en Asie centrale en 1931-1932.                                                                    |
| 1932  | Wickliffe Preston Draper                               | Pour l'expédition Augiéras-Draper dans le Sahara méridional en 1927-1928.                                                   |
| 1929  | Ahmed Hassanein et Prince Kamal el Dine Hussein        | Pour leur exploration du Sahara oriental.                                                                                   |
| 1928  | Jacques de Rohan-Chabot                                | Pour l'exploration de l'Angola.                                                                                             |
| 1927  | Charles Lindbergh                                      | Pour la première traversée de l'Atlantique en avion.                                                                        |
| 1925  | Adrien de Gerlache de Gomery                           | Pour les expéditions antarctiques belges de 1897-1899 et 1905-07-09                                                         |
| 1924  | Émile Bruneau de Laborie                               | Pour son voyage du Cameroun au Caire via le lac Tchad et le désert Libyque.                                                 |
| 1924  | Ole Olufsen                                            | Pour son voyage dans le Sahara français.                                                                                    |
| 1923  | Rosita Forbes                                          | Pour son exploration de l'oasis de Koufra.                                                                                  |
| 1923  | Sir Aurel Stein                                        | Pour ses explorations en Asie centrale.                                                                                     |
| 1922  | Charles Granville Bruce                                | Pour son expédition de 1922 sur le mont Everest.                                                                            |
| 1922  | Charles Howard-Bury                                    | Pour son expédition de 1921 sur le mont Everest.                                                                            |
| 1918  | Jean Tilho                                             | Pour son expédition en Afrique centrale.                                                                                    |
| 1914  | Amiral Robert E. Peary                                 | Pour la découverte du pôle Nord.                                                                                            |
| 1913  | Roald Amundsen                                         | Pour la découverte du pôle Sud.                                                                                             |
| 1912  | Jean-Baptiste Charcot                                  | Pour ses expéditions en Antarctique.                                                                                        |
| 1910  | Sir Ernest Shackleton                                  | Pour l'exploration de l'Antarctique.                                                                                        |
| 1907  | Colonel Robert Bourgeois                               | Pour son expédition géodésique à l'Équateur.                                                                                |
| 1904  | Sven Hedin                                             | Pour ses explorations en Asie centrale de 1894 à 1902.                                                                      |
| 1903  | Auguste Pavie                                          | Pour son exploration de l'Indochine entre 1879 et 1895.                                                                     |
| 1902  | Capitaine Paul Joalland                                | Pour l'expédition Joalland-Meynier en Afrique centrale en 1899-1901.                                                        |
| 1901  | Fernand Foureau                                        | Pour la mission Foureau-Lamy en 1898-1900.                                                                                  |
| 1900  | Jean-Baptiste Marchand                                 | Pour son expédition de 1896-1899 du Congo au Nil.                                                                           |
| 1899  | Émile Gentil                                           | Pour ses explorations en Afrique du Congo au Tchad en 1895-1898.                                                            |
| 1898  | Édouard Foà                                            | Pour sa traversée de l'Afrique équatoriale de 1894 à 1897.                                                                  |
| 1897  | Fridtjof Nansen                                        | Pour sa traversée de l'océan Arctique de 1893 à 1896.                                                                       |
| 1896  | Prince Henri d'Orléans                                 | Pour son voyage du golfe du Tonkin au golfe de Bombay en 1895.                                                              |
| 1893  | Parfait-Louis Monteil                                  | Pour son voyage du Sénégal à Tripoli par le Tchad.                                                                          |
| 1891  | Gabriel Bonvalot                                       | Pour son voyage de la Sibérie au Tonkin via le Tibet.                                                                       |
| 1890  | Capitaine Louis-Gustave Binger                         | Pour son voyage d'exploration du cours supérieur du Niger au golfe de Guinée.                                               |
| 1886  | Hermenegildo de Brito Capelo                           | Pour son voyage à travers l'Afrique australe.                                                                               |
| 1884  | Alphonse Milne-Edwards                                 | Pour ses travaux d'étude et de dragage sous-marins à bord du Travailleur et du Talisman.                                    |
| 1881  | Major Alexandre de Serpa Pinto                         | Pour son voyage à travers l'Afrique.                                                                                        |
| 1880  | Adolf Erik Nordenskiöld                                | Pour l'exploration du passage du Nord-Ouest.                                                                                |
| 1879  | Pierre Savorgnan de Brazza                             | Pour son exploration du cours supérieur de l'Ogooué.                                                                        |
| 1878  | Henry Morton Stanley                                   | Pour son voyage en Afrique équatoriale.                                                                                     |
| 1877  | Verney Lovett Cameron                                  | Pour son voyage en Afrique équatoriale.                                                                                     |
| 1876  | Gustav Nachtigal                                       | Pour son voyage à travers l'Afrique centrale.                                                                               |
| 1872  | Alfred Grandidier                                      | Pour son exploration de Madagascar.                                                                                         |
| 1869  | Ernest Doudart de Lagrée et Francis Garnier            | Pour leur exploration de l'Indochine.                                                                                       |
| 1867  | Sir Samuel White Baker                                 | Pour son voyage en Afrique équatoriale.                                                                                     |
| 1864  | Henri Duveyrier                                        | Pour son exploration du Sahara algérien et du pays des Touareg.                                                             |
| 1861  | Nikolaï Khanykov                                       | Pour son exploration du Khorassan                                                                                           |
| 1860  | Richard Francis Burton et John Hanning Speke           | Pour leur exploration des Grands Lacs de l'Afrique orientale.                                                               |
| 1859  | Hermann, Robert et Adolf Schlagintweit                 | Pour leurs explorations au Tibet et au Turkestan.                                                                           |
| 1858  | Elisha Kent Kane                                       | Pour son voyage dans les régions arctiques.                                                                                 |
| 1857  | David Livingstone                                      | Pour ses voyages en Afrique australe.                                                                                       |
| 1856  | Heinrich Barth                                         | Pour son voyage à Tombouctou.                                                                                               |
| 1855  | Capitaine Robert McClure                               | Pour la découverte du passage du Nord-Ouest.                                                                                |
| 1850  | Antoine et Arnaud-Michel d'Abbadie                     | Pour leur voyage en Abyssinie.                                                                                              |
| 1847  | Ludwig Leichhardt                                      | Pour son voyage en Australie.                                                                                               |
| 1847  | Rochet d'Héricourt                                     | Pour son voyage dans le Choa.                                                                                               |
| 1846  | Charles Tilstone Beke et Théophile Lefebvre            | Pour leur voyage en Abyssinie (médaille refusée par Beke)                                                                   |
| 1845  | Claude Gay                                             | Pour son voyage au Chili.                                                                                                   |
| 1845  | Pierre Victor Ferret and Joseph Galinier               | Pour son voyage en Abyssinie.                                                                                               |
| 1844  | Xavier Hommaire de Hell                                | Pour son voyage en mer Caspienne.                                                                                           |
| 1844  | Joseph-Pons d'Arnaud                                   | Pour son voyage en direction des sources du Nil blanc.                                                                      |
| 1843  | James Clark Ross                                       | Pour ses découvertes dans les mers antarctiques.                                                                            |
| 1841  | Contre-amiral Jules Dumont d'Urville                   | Pour son voyage vers le pôle Sud et en Océanie.                                                                             |
| 1838  | Frédéric DuBois de Montperreux                         | Pour son voyage dans le Caucase.                                                                                            |
| 1837  | Capitaine George Back                                  | Pour son voyage dans l'Arctique.                                                                                            |
| 1836  | Capitaine Camille Callier                              | Pour ses voyages au Moyen-Orient.                                                                                           |
| 1835  | Alcide Dessalines d'Orbigny                            | Pour ses voyages en Amérique du Sud.                                                                                        |
| 1834  | Capitaine John Ross                                    | Pour ses voyages dans les mers polaires.                                                                                    |
| 1832  | Jean-Baptiste Douville                                 | Pour son voyage dans le bassin du Congo et en Afrique équatoriale.                                                          |
| 1830  | René Caillié et le major Alexander Gordon Laing        | Pour leur voyage en direction de Tombouctou.                                                                                |
| 1829  | Capitaine John Franklin                                | Pour son voyage dans les régions polaires.                                                                                  |